# Waizmannsdorf
Waizmannsdorf ist ein Gemeindeteil des Marktes Schnaittach im Landkreis Nürnberger Land (Mittelfranken, Bayern). Waizmannsdorf liegt in der Gemarkung Osternohe.

## Lage
Der Weiler bildet mit Kreuzbühl und Osternohe im Osten eine geschlossene Siedlung. Diese liegt am Osternoher Bach und an der Kreisstraße LAU 10 sowie nahe der Bundesautobahn 9. Die LAU 10 führt nach Poppenhof (1,5 südwestlich).

## Geschichte
Mit dem Gemeindeedikt wurde Waizmannsdorf im Jahr 1808 dem Steuerdistrikt Osternohe und der Ruralgemeinde Osternohe zugewiesen. Im Zuge der Gebietsreform in Bayern wurde Waizmannsdorf am 1. Juli 1971 nach Schnaittach eingemeindet.